# Joann Andrews
Joann Andrews (Joann McManus) (1929) es una ecologista y diplomática de origen estadounidense, emigrada a México, en donde conoció a quien fue su marido, el renombrado arqueólogo Wyllys Andrews. Ha residido en Mérida, Yucatán, desde la década de 1970. Ha sido presidenta de la organización civil de protección de la naturaleza Pronatura, Península de Yucatán, capítulo de Pronatura A.C., cargo desde el que organizó y dirigió campañas para preservar el medio ambiente de la península de Yucatán.

## Datos biográficos
Nació en New Haven, Connecticut, Estados Unidos. Estudió ciencias políticas en la Universidad de Columbia, donde se graduó en 1951. Hizo una maestría en economía internacional en la Universidad Johns Hopkins. Perteneció al servicio diplomático de su país de origen. En 1963 viajó por primera vez a Yucatán donde se casó con el arqueólogo Wyllys Andrews. A partir de entonces vive en Mérida, la capital de Yucatán.
De 1968 a 1973 dirigió la oficina de logística del Middle American Research Institute en Mérida que daba apoyo a las operaciones arqueológicas que desarrolló la Universidad de Tulane en la península de Yucatán.
En 1974 trabajó como investigadora en el Mesoamerican Ecology Institute de la misma universidad de la Luisiana. A partir de 1985 se concentró en las cuestiones ecológicas y funge como Presidenta (Presidenta Honoraria en la actualidad) para la organización de preservación del medio ambiente Pronatura en Yucatán.
Es miembro activo de la New York Academy of Sciences y de la Asociación Mexicana de Orquideología.

## Obra
Ha publicado:
- Stranded fruits and seeds from the Yucatan Peninsula en colaboración con Charles Gunn y Pamela Paradine.
- Listado preliminar y notas sobre la Historia natural de las Orquídeas en la Península de Yucatán, en colaboración con Efraín Gutiérrez.